# (29402) Obelix
(29402) Obelix (1996 TT9) – planetoida z pasa głównego asteroid okrążająca Słońce w ciągu 5 lat i 157 dni w średniej odległości 3,09 j.a. Została odkryta 14 października 1996 roku w Obserwatorium Kleť w pobliżu Czeskich Budziejowic przez Miloša Tichego i Zdenka Moravca. Nazwa planetoidy pochodzi od Obeliksa, postaci z serii komiksów autorstwa René Goscinnego i Alberta Uderzo. Przed nadaniem nazwy planetoida nosiła oznaczenie tymczasowe (29402) 1996 TT9.